# Kamil Buchcic
Kamil Buchcic (ur. 13 czerwca 1992) – polski piłkarz ręczny, grający na pozycji bramkarza, reprezentant Polski juniorów.
Jest wychowankiem Vive Targi Kielce. Razem z drużyną juniorską sięgnął w 2010 roku po srebrny medal Mistrzostw Polski juniorów.
Debiut w pierwszej drużynie, z powodu kontuzji podstawowego bramkarza Marcusa Cleverly'ego, zaliczył w meczu sparingowym z Dynamem Mińsk wygranym przez kielczan 37:28. Kolejny debiut - tym razem w oficjalnych rozgrywkach - zaliczył w meczu Pucharu Polski z Jurandem Ciechanów, który zakończył się wynikiem 40:25 dla Vive. Trzy dni później zagrał pierwszy mecz w PGNiG Superlidze Mężczyzn. W ciągu ostatnich 17 minut obronił 5 rzutów (w tym karnego) zawodników Tauron Stali Mielec notując 45-procentową skuteczność. Kolejny debiut - tym razem w Lidze Mistrzów - zaliczył w meczu z Newą Sankt Petersburg wygranym przez kielczan 31:21. Przez ostatnich 12 minut meczu obronił 6 rzutów osiągając 50-procentową skuteczność. Na początku października 2012 r. podpisał roczny kontrakt z możliwością przedużenia z Vive Targi Kielce zastępując kontuzjowanego Marcusa Cleverly'ego. Występował również w Gwardii Opole, KSZO Ostrowiec Świętokrzyski, Padwie Zamość, Virecie Zawiercie i KSSPR Końskie.
Jest absolwentem X Liceum Ogólnokształcącego im. Józefa Wybickiego w Kielcach.